# Шарл Лисјен Бонапарта
Шарл Лисјен Жил Лоран Бонапарта или Карло Лучано Ђулио Лоренцо Бонапарта (фр. Charles Lucien Jules Laurent Bonaparte, итал. Carlo Luciano Giulio Lorenzo Bonaparte; 24. мај 1803. – 29. јул 1857) — био је француски биолог и орнитолог. Носио је титулу „Кнез Канина и Музињана“, коју је наследио од свог оца, Лисјена Бонапарте.

## Биографија
Бонапарта је рођен у Паризу, у породици Лисјена Бонапарте, млађег брата цара Наполеона Бонапарте. Одрастао је у Италији, где је преузео титулу свога оца. У Бриселу се 29. јуна 1822. оженио својом сестром од стрица Зенаидом. Убрзо након венчања, пар се преселио у Филаделфију (САД), где су живели са његовим свекром и стрицем Жозефом Бонапартом. Пре одласка из Италије, Шарл је открио нову врсту птице, шеварског трстењака, до тада непознатог науци, а у току пута открио је Вилсоновог малог бурњака. Након што је стигао у САД, Бонапарта је представио свој рад о овој новој врсти птице, која је касније у част орнитолога Александра Вилсона, названа Вилсонов мали бурњак.
Потом се посветио изучавању орнитологије САД, те је прерадио Вилсоново дело „Орнитологија или Историја птица Сједињених Америчких Држава“ (Ornithology or History of the Birds of the United States). Измењено издање објавио је између 1825. и 1833. Покушао је да 1824. издејствује пријем до тада непознатог Џона Џејмса Одибона у „Природњачку академију Филаделфије”, но није успео у томе због противљења Џорџа Орда.
Крајем 1826. Бонапарта се са породицом вратио у Европу. Отишао је у Немачку, где се срео са Филипом Јакобом Кречмаром, затим је у Енглеској посетио Џона Едварда Греја у Британском музеју и поново се срео са Одибоном. Са породицом се 1828. преселио у Рим. У Италији је организовао неколико научних скупова и одржао бројна предавања о америчкој и европској орнитологији, као и о другим областима Природне историје. Између 1832. и 1841, Бонапарта је објавио своје дело о животињама Италије, насловљено „Иконографија италијанске фауне“ (Iconografia della Fauna Italica) и рад Specchio Comparativo delle Ornithologie di Roma e di Filadelfia, у којем расправља о одликама врста птица из Филаделфије у поређењу са онима из Рима. У овом периоду свог рада створио је род зенаида (Zenaida) у част своје супруге.
Постао је кнез Канина и Музињана 1840, након очеве смрти, а затим се укључио у политику и приклонио се анти-аустријској партији 1848. Међутим, није изгубио интересовање за науку, организовао је и председавао већим бројем научних конгреса у Италији.
Избран је у римску скупштину 1849. и узео је учешће у стварању краткотрајне Римске Републике, уживао је велику подршку као посланик Витербоа. Исте године учествовао је у одбрани Рима од четрдесет хиљада француских војника које је послао његов брат од стрица, француски цар Наполеон III. Након пораза републиканске армије у јулу 1849. напустио је Рим и отпутовао у Марсеј, но морао је да напусти земљу по наредби Наполеона III. Следеће године потврдио је своја политичка убеђења, дајући Вилсоновој рајској птици научно име Cicinnurus respublica, у част републиканских идеала.
Посетио је Вилијема Џардина у јужној Шкотској. Затим је почео рад на методичној класификацији свих птица на свету, посећивао је музеје широм Европе да би проучавао њихове орнитолошке збирке. Добио је дозволу да се врати у Француску 1850, остао је у Паризу до краја живота. Постављен је за директора париске ботаничке баште 1854. (Jardin des Plantes), а 1855. постао је страни члан Краљевске шведске академије наука. Пред смрт је издао први том дела „Преглед птичјих родова“ (Conspectus Generum Avium).

## Дела
- „Америчка орнитологија или Природна историја птица које насељавају Сједињене Америчке Државе“, у четири тома (American Ornithology, or, The Natural History of Birds Inhabiting the United States; Филаделфија, 1825-1833). У овом делу Бонапарта је навео више од 100 врста птица које је открио.
- „Преглед птичјих родова“ (Conspectus Generum Avium; Лајден, 1850)
- „Критички осврт на европску орнитологију“ (Revue critique de l'ornithologie Européenne; Брисел, 1850)
- „Монографија крстокљуна“ (Monographie des loxiens; Лајден, 1850) у сарадњи са Х. Шлегелом
- „Каталог птица Европе“ (Catalogue des oiseaux d'Europe; Париз, 1856)
- „Мемоари“ (Memoirs; Њујорк, 1836)

Заједно са М. Пуансе, Бонапарта је израдио и два описна каталога о голубима и папагајима. Међу његовим научним радовима се налазе:
- „Осврт на номенклатурату Вилсонове 'Орнитологије'“ (Observations on the Nomenclature of Wilson's ‘Ornithology’)
- „Кратак преглед птица САД“ (Synopsis of the Birds of the United States)
- „Каталог птица САД“ (Catalogue of the Birds of the United States)